# Mijares (kommunhuvudort)
Mijares är en kommunhuvudort i Spanien.   Den ligger i provinsen Provincia de Ávila och regionen Kastilien och Leon, i den centrala delen av landet, 100 km väster om huvudstaden Madrid. Mijares ligger 851 meter över havet och antalet invånare är 906.
Terrängen runt Mijares är kuperad österut, men västerut är den bergig. Runt Mijares är det mycket glesbefolkat, med 6 invånare per kvadratkilometer. Närmaste större samhälle är La Adrada, 17,0 km öster om Mijares. 